# Palca (Tacna)
Palca es una localidad peruana, capital del distrito homónimo, perteneciente a la provincia y departamento de Tacna, al sur del Perú. En el 2017 tenía una población de 470 habitantes según el INEI.